# Luna (foguete)

Foguete Vostok L (Luna 1)

O foguete Luna (8K72), foi um veículo de lançamento descartável, projetado por Sergei Korolev, tendo como base, o foguete Sputnik, acrescido de um terceiro estágio, o Bloco-E, com um motor RD-0105, usado em nove tentativas de lançamento do Programa Luna entre 23 de Setembro de 1958 e 16 de Abril de 1960.
Esse modelo foi o primeiro a usar um terceiro estágio. Até então, tanto o míssil R-7 Semyorka quanto o Sputnik usavam apenas dois (considera-se o primeiro estágio o conjunto de quatro foguetes auxiliares e o segundo o bloco central que os sustenta). Ele caracterizou uma evolução natural tanto nas missões quanto nos lançadores. 
Depois de colocar satélites em órbita usando um lançador com apenas dois estágios, um modelo de três estágios, estaria apto a lançar sondas em direção a Lua.
Esse modelo efetuou seis lançamentos, três em 1958, todos resultando em falha e mais três em 1959, todos bem sucedidos.
Esse modelo vem evoluindo desde então passando para o Vostok e mais tarde para o Soyuz, passando a ocupar posição de destaque em lançamentos comerciais. o custo do lançamento desse modelo era de US$ 7,5 milhões em 1988.

## Lançamentos em 1958
- Luna E-1 No.1 - falha
- Luna E-1 No.2 - falha
- Luna E-1 No.3 - falha

## Lançamentos em 1959
- Luna 1 - sucesso
- Luna 2 - sucesso
- Luna 3 - sucesso

Nenhuma outra tentativa usando esse lançador teve sucesso, e em 1960, ele foi retirado de serviço.